# Partit Republicà Centralista
Partit Republicà Centralista fou un partit polític espanyol d'ideologia republicana i antifederal, fundat el 1887 per Nicolás Salmerón com a escissió del Partit Republicà Progressista, ja que s'oposava a la via conspirativa que va dur a terme Manuel Ruiz Zorrilla. Es proposà la unificació de tots els grupuscles republicans. Inicialment era oposat al federalisme i fortament centralista, però tot i així va tenir un cert ressò a Catalunya. El 1898 fou substituït per Fusió Republicana, present a Catalunya gràcies als dirigents Eusebi Corominas i Cornell i Emili Junoy i Gelabert; el seu òrgan era el diari La Publicidad. A les illes Balears el seu cap fou Ignasi Vidal i Bennàsar. El 1906 es va integrar dins la Solidaritat Catalana, però es va dissoldre a la mort de Salmerón el 1908.